# Lijst van rijksmonumenten in Colijnsplaat
De plaats Colijnsplaat telt 21 inschrijvingen in het rijksmonumentenregister. Hieronder een overzicht.
| Object | Oorspronkelijke functie?  | Bouwjaar          | Architect | Locatie             | Coördinaten?                  | Nr.?  | Afbeelding |
| --- | ------------------------- | ----------------- | --------- | ------------------- | ----------------------------- | ----- | --- |
| Nooit Gedacht / Nieuwe Molen | Industrie- en poldermolen | 1864              |           | Colijnsplaatseweg 2 | 51° 35' 57" NB, 3° 50' 36" OL | 23773 | Meer afbeeldingen |
| Voormalig gemeentehuis | Transport                 | 1768              |           | Havenstraat 11      | 51° 36' 6" NB, 3° 50' 51" OL  | 23774 | Meer afbeeldingen |
| Hervormde kerk | Kerk en kerkonderdeel     | 1769              |           | Havelaarstraat 30   | 51° 35' 57" NB, 3° 50' 52" OL | 23775 | Meer afbeeldingen |
| Toren Hervormde kerk | Kerk en kerkonderdeel     | 1607              |           | Havelaarstraat 30   | 51° 35' 57" NB, 3° 50' 53" OL | 23776 | Meer afbeeldingen |
| De Oude Molen | Industrie- en poldermolen | vermoedelijk 1727 |           | Havelaarstraat 113  | 51° 35' 50" NB, 3° 51' 18" OL | 23777 | Meer afbeeldingen |
| Huis met gepleisterd tuitgeveltje aan de straat, schuifvensters voordeur met bovenlicht | Woonhuis                  | 1729              |           | Voorstraat 9        | 51° 35' 58" NB, 3° 50' 52" OL | 23778 | Huis met gepleisterd tuitgeveltje aan de straat, schuifvensters voordeur met bovenlicht |
| Huis met gepleisterde lijstgevel met ingezwenkte top. Voordeuromlijsting. Stoepafperking door houten paaltjes met staafijzers | Woonhuis                  |                   |           | Voorstraat 25       | 51° 35' 60" NB, 3° 50' 51" OL | 23779 | Meer afbeeldingen |
| Pand met gepleisterde lijstgevel met ingezwenkte top. Raam- en deuromlijstingen met afgeronde hoeken. Voordeur met na-empire panelen. Stoepafzetting door stenen palen en ijzeren kettingen                                                                               | Woonhuis                  |                   |           | Voorstraat 27       | 51° 35' 60" NB, 3° 50' 51" OL | 23780 | Meer afbeeldingen |
| Pand met gepleisterde lijstgevel met ingezwenkte top. Raam- en deuromlijsting met afgeschuinde hoeken. Voordeur met na-empire panelen. Stoepafzetting door houten palen met ijzeren staven                                                                                | Woonhuis                  |                   |           | Voorstraat 31       | 51° 36' 0" NB, 3° 50' 51" OL  | 23781 | Meer afbeeldingen |
| Pand met gepleisterde en geverfde tuitgevel en schuifvensters aan de begane grond | Woonhuis                  | 19e eeuw          |           | Voorstraat 33       | 51° 36' 0" NB, 3° 50' 51" OL  | 23782 | Meer afbeeldingen |
| Huis met gepleisterde lijstgevel met ingezwenkte top | Woonhuis                  |                   |           | Voorstraat 35       | 51° 36' 1" NB, 3° 50' 51" OL  | 23783 | Meer afbeeldingen |
| Pand met gepleisterde, geverfde gevel met ingezwenkte hoeken en afsluiting door een lijst. Schuifvensters, op de hoek een winkelraam | Woonhuis                  |                   |           | Voorstraat 37       | 51° 36' 1" NB, 3° 50' 51" OL  | 23784 | Meer afbeeldingen |
| Huis met gepleisterde lijstgevel met ingezwenkte top. Vernieuwde vensters. Hardstenen stoeppalen, verbonden door ijzeren staven | Woonhuis                  |                   |           | Voorstraat 51       | 51° 36' 3" NB, 3° 50' 51" OL  | 23785 | Meer afbeeldingen |
| Pand met lijstgevel aan de straat, voordeuromlijsting met bovenlicht en verdiepte panelen in de zijposten, 6-ruits schuifvensters met rode strekken en rode beneden rollaag. Rechts onderkelderd gedeelte. Schilddak. Hardstenen stoeppalen verbonden door ijzeren staven | Woonhuis                  |                   |           | Voorstraat 53 en 55 | 51° 36' 3" NB, 3° 50' 50" OL  | 23786 | Pand met lijstgevel aan de straat, voordeuromlijsting met bovenlicht en verdiepte panelen in de zijposten, 6-ruits schuifvensters met rode strekken en rode beneden rollaag. Rechts onderkelderd gedeelte. Schilddak. Hardstenen stoeppalen verbonden door ijzeren staven |
| Gepleisterde lijstgevel, schuifvensters met brede middenstijl gedecoreerd met bladmotief. Het huis achter deze gevel vernieuwd | Woonhuis                  |                   |           | Voorstraat 59       | 51° 36' 4" NB, 3° 50' 50" OL  | 23787 | Gepleisterde lijstgevel, schuifvensters met brede middenstijl gedecoreerd met bladmotief. Het huis achter deze gevel vernieuwd |
| Huis met gepleisterde lijstgevel met ingezwenkte top, voordeur- en vensteromlijstingen met afgeronde hoeken. Voordeur met na-empire velden. Stoepafzetting door houten palen, door ijzeren staven verbonden                                                               | Woonhuis                  |                   |           | Voorstraat 61       | 51° 36' 4" NB, 3° 50' 50" OL  | 23788 | Huis met gepleisterde lijstgevel met ingezwenkte top, voordeur- en vensteromlijstingen met afgeronde hoeken. Voordeur met na-empire velden. Stoepafzetting door houten palen, door ijzeren staven verbonden                                                               |
| Huis met gepleisterde lijstgevel met ingezwenkte top. Schuifvensters. Voordeur met na-empire panelen en een omlijsting uit dezelfde periode | Woonhuis                  |                   |           | Voorstraat 67       | 51° 36' 4" NB, 3° 50' 50" OL  | 23789 | Huis met gepleisterde lijstgevel met ingezwenkte top. Schuifvensters. Voordeur met na-empire panelen en een omlijsting uit dezelfde periode |
| Huis met gepleisterde lijstgevel met ingezwenkte top. Voordeur en vensteromlijstingen met afgeschuinde hoeken. Voordeur met na-empire velden. Stoepafzetting door houten palen verbonden door ijzeren staven                                                              | Woonhuis                  |                   |           | Voorstraat 69       | 51° 36' 5" NB, 3° 50' 50" OL  | 23790 | Huis met gepleisterde lijstgevel met ingezwenkte top. Voordeur en vensteromlijstingen met afgeschuinde hoeken. Voordeur met na-empire velden. Stoepafzetting door houten palen verbonden door ijzeren staven                                                              |
| Pand met rechte bepleisterde gevel aan de straat en schilddak. Rechts winkelpui, links woonhuis. Hardstenen stoeppaal met 18e-eeuws ijzer | Werk-woonhuis             | 18e-19e eeuw      |           | Voorstraat 26       | 51° 36' 0" NB, 3° 50' 53" OL  | 23791 | Pand met rechte bepleisterde gevel aan de straat en schilddak. Rechts winkelpui, links woonhuis. Hardstenen stoeppaal met 18e-eeuws ijzer |
| Huis met gepleisterde lijstgevel met ingezwenkte top. Schuifvensters. Houten stoeppalen, verbonden door ijzeren stangen | Woonhuis                  |                   |           | Voorstraat 44       | 51° 36' 3" NB, 3° 50' 52" OL  | 23792 | Meer afbeeldingen |
| Huis met gepleisterde tuitgevel, zesruits schuifvensters, stoeppalen onderling verbonden door ijzeren stangen en met de gevel door krulijzers | Woonhuis                  |                   |           | Voorstraat 46       | 51° 36' 3" NB, 3° 50' 52" OL  | 23793 | Meer afbeeldingen |